# 1144

## Догађаји
- 24. децембар — Пад грофовије Едесе

- Јесен – Имад ал-Дин Зенги, селџучки гувернер (атабег) Мосула, напада артукидске снаге предвођене Кара Арсланом – који је склопио савез са Жосленом II, грофом Едесе. У знак подршке савезу, Жослен маршира из Едесе са крсташком војском до реке Еуфрат, како би пресекао Зенгијеве комуникације са Алепом. Зенгија обавештавају муслимански посматрачи у Харану о Жосленовим кретањима. Он шаље одред да направи заседу крсташима и стиже до Едесе са својом главном војском крајем новембра.
- 24. децембар – Опсада Едесе: Селџучке снаге предвођене Имад ал-Дином Зенгијем освајају град-тврђаву Едесу након четворонедељне опсаде. Хиљаде становника су масакриране – само су муслимани поштеђени. Жене и деца су продати у ропство. Немајући снаге да се суочи са Зенгијем, Жослен II се повлачи у своју тврђаву у Турбеселу. Тамо тражи појачање од Византинаца и краљице-регенткиње Мелисенде од Јерусалима.
- Пролеће – Италијанско-норманске снаге под краљем Руђером II од Сицилије нападају Папску државу како би присилиле папу Луција II да прихвати његово примирје, али патрицијец Ђордано Пјерлеони, брат покојног антипапе Анаклета II, предводи римско становништво да прогласи уставну републику ослобођену папске власти у погледу цивилне власти. Пјерлеони преузима папску престоницу и оснива Римску комуну у стилу старе Римске републике.
- Лето – Џефри V (Лепи) завршава освајање Нормандије, која долази под контролу Анжуjaца. У замену за то да га француски краљ Луј VII призна за војводу Нормандије, Џефри предаје Лују половину грофовије Веnсен – региона виталног за норманску безбедност.
- Јесен – Џефри де Мандевил, 1. гроф од Есекса, смртно је рањен залуталом стрелом у окршају. Пошто је био одметник, његова сахрана је одбијена у манастиру који је основао, опатији Волден. Џефријево тело је на крају прихватила заједница темплара за сахрану у цркви Темпл у Лондону.
- Каталонски плаћеник Ревертер де Ла Гуардија, главни командант Алморавида у Магрид ал-Акси, умире. Његова елиминација отвара регионе трупама Алмохада.
- Папа Целестин II умире у Риму након 5-месечног понтификата. Наследио га је папа Луције II као 166. папа Католичке цркве.